# 1976年モントリオールオリンピックの日本選手団
1976年モントリオールオリンピックの日本選手団（1976ねんモントリオールオリンピックのにほんせんしゅだん）は、1976年にカナダのモントリオールで行われた1976年モントリオールオリンピックの日本選手団。選手名及び所属は1976年当時のもの。

## 概要
- 人員:　選手　213人、役員　55人
主将：加藤沢男、旗手：猫田勝敏
- 結団式：7月7日（岸記念体育会館）
- 解団式：8月5日（岸記念体育会館）

## メダル獲得者

### 金メダル
- 加藤沢男、塚原光男、監物永三、藤本俊、五十嵐久人、梶山広司（体操男子団体）
- 加藤沢男（体操男子種目別平行棒）
- 塚原光男（体操男子種目別鉄棒）
- 二宮和弘（柔道男子軽重量級）
- 園田勇（柔道男子中量級）
- 飯田高子・岡本真理子・前田悦智子・白井貴子・加藤きよみ・荒木田裕子・金坂克子・吉田真理子・高柳昌子・松田紀子・矢野広美・横山樹理（バレーボール女子）
- 高田裕司（レスリングフリースタイル男子52kg級）
- 伊達治一郎（レスリングフリースタイル男子74kg級）
- 上村春樹（柔道男子無差別級）

### 銀メダル
- 加藤沢男（体操男子個人総合）
- 監物永三（体操男子種目別あん馬）
- 塚原光男（体操男子種目別跳馬）
- 監物永三（体操男子種目別鉄棒）
- 蔵本孝二（柔道男子軽中量級）
- 道永宏（アーチェリー男子個人）

### 銅メダル
- 塚原光男（体操男子個人総合）
- 梶山広司（体操男子種目別跳馬）
- 塚原光男（体操男子種目別平行棒）
- 工藤章（レスリングフリースタイル男子48kg級）
- 荒井政雄（レスリングフリースタイル男子57kg級）
- 菅原弥三郎（レスリングフリースタイル男子68kg級）
- 平山紘一郎（レスリンググレコローマンスタイル男子52kg級）
- 安藤謙吉（ウエイトリフティング男子バンタム級）
- 平井一正（ウエイトリフティング男子フェザー級）
- 遠藤純男（柔道男子重量級）

## 陸上競技
監督：帖佐寛章

コーチ：高橋進

コーチ：小掛照二

コーチ：佐々木秀幸
- 井上敏明（日立）
  - 男子三段跳：予選落ち（16m06cm）
- 宇佐美彰朗（東海大教）
  - 男子マラソン：32位（2時間22分29秒2）
- 越川一紀（順天大）
  - 男子走高跳：予選落ち（2m13cm）
- 鎌田俊明（鐘紡）
  - 男子10000m：7位（28分36秒21）
  - 男子5000m：予選落ち（13分38秒22）
- 岩間良臣（沼津ろう学校教）
  - 男子棒高跳：予選失格（記録なし）
- 高根沢威夫（本田技研）
  - 男子棒高跳：8位（5m40cm）
- 室伏重信（大昭和製紙）
  - 男子ハンマー投げ：11位（68m88cm）
- 宗茂（旭化成）
  - 男子マラソン：20位（2時間18分26秒0）
- 小山隆治（クラレ）
  - 男子3000m障害：予選落ち（8分37秒28）
- 森川嘉男（富士商品）
  - 男子20km競歩：34位（1時間42分20秒6）
- 神野正英（新日鉄）
  - 男子100m：1次予選落ち（10秒94）
- 水上則安（新日鉄）
  - 男子マラソン：21位（2時間18分44秒2）
- 福良勝己（大昭和製紙）
  - 男子走高跳：予選落ち（2m13cm）
- 曽根幹子（大昭和製紙）
  - 女子走高跳：予選落ち（1m70cm）
- 湶純江（長野スズキ）
  - 女子走幅跳：予選落ち（6m04cm）

## 水泳
監督：福山信義

競泳コーチ：小柳清志

競泳コーチ：加藤浩時

競泳コーチ：徳田一臣

飛込みコーチ：馬淵かの子

### 競泳
- 原秀章（早大）
  - 男子100mバタフライ：7位（56秒34）
  - 男子200mバタフライ：予選落ち（2分04秒68）
- 香山進介（尾道高）
  - 男子100mバタフライ：予選落ち（58秒55）
  - 男子200mバタフライ：予選落ち（2分07秒46）
- 新屋干城（日大）
  - 男子100m平泳ぎ：予選落ち（1分07秒59）
  - 男子200m平泳ぎ：予選落ち（2分26秒16）
- 田口信教（広島修道大大学院）
  - 男子100m平泳ぎ：準決勝12位（1分05秒69）
  - 男子200m平泳ぎ：予選落ち（2分24秒12）
- 樋口浩三（同大）
  - 男子100m自由形：予選落ち（54秒67）
- 本多忠（フジタ工業）
  - 男子100m背泳ぎ：予選落ち（1分01秒00）
- 柳館毅（早大）
  - 男子200m自由形：予選落ち（1分58秒04）
  - 男子400m個人メドレー：予選落ち（4分39秒27）
- 田口信教・原秀章・本多忠・柳館毅
  - 男子4×100mメドレーリレー：8位（3分54秒74）
- 稲葉和世（筑紫女学園高）
  - 女子100m平泳ぎ：予選落ち（1分17秒20）
  - 女子200m平泳ぎ：予選落ち（2分44秒08）
- 坂野邦子（愛知学院大）
  - 女子100mバタフライ：準決勝16位（1分04秒21）
  - 女子200mバタフライ：予選落ち（2分21秒68）
- 三浦直子（金城学院高）
  - 女子100m背泳ぎ：予選落ち（1分08秒31）
  - 女子200m背泳ぎ：予選落ち（2分22秒28）
- 山崎幸子（昭和中）
  - 女子100m自由形：予選落ち（1分00秒43）
- 春岡淑子（武庫川高）
  - 女子100m平泳ぎ：予選落ち（1分16秒31）
  - 女子200m平泳ぎ：予選落ち（2分44秒11）
- 初田恭江（武庫川高）
  - 女子100mバタフライ：準決勝13位（1分03秒33）
  - 女子200mバタフライ：予選落ち（2分18秒03）
- 森千春（武庫川中）
  - 女子100m平泳ぎ：棄権
  - 女子200m平泳ぎ：予選落ち（2分46秒04）
- 西側よしみ（イトマン）
  - 女子100m背泳ぎ：準決勝15位（1分06秒46）
  - 女子200m背泳ぎ：予選落ち（2分23秒49）
- 西側よしみ・初田恭江・春岡淑子・山崎幸子
  - 女子4×100mメドレーリレー：7位（4分23秒47）

### 飛込
- 西出好範（日大）
  - 男子高飛込：16位（450.75）
- 角丸房子（松蔭高）
  - 女子高飛込：15位（328.68）
  - 女子飛板飛込：24位（330.54）
- 山中理貴子（天理大）
  - 女子高飛込：10位（340.32）
  - 女子飛板飛込：18位（381.96）

## 体操
監督：竹本正男

男子チームリーダー：早田卓次

女子チームリーダー：塚原千恵子

女子コーチ：松田治広
- 加藤沢男（筑波大助手）
  - 男子あん馬：5位（19.400）
  - 男子つり輪：6位（19.125）
  - 男子個人総合：銀メダル（115.650）
  - 男子床運動：5位（19.250）
  - 男子平行棒：金メダル（19.675）
- 梶山広司（日大総合科学研究所）
  - 男子個人総合：5位（115.425）
  - 男子跳馬：銅メダル（19.275）
- 監物永三（日体大講師）
  - 男子あん馬：銀メダル（19.575）
  - 男子つり輪：5位（19.175）
  - 男子床運動：6位（19.100）
  - 男子鉄棒：銀メダル（19.500）
- 塚原光男（河合楽器）
  - 男子個人総合：銅メダル（115.575）
  - 男子跳馬：銀メダル（19.375）
  - 男子鉄棒：金メダル（19.675）
  - 男子平行棒：銅メダル（19.475）
- 五十嵐久人（日大助手）・梶山広司・加藤沢男・監物永三・塚原光男・藤本俊（山梨大教育学部教員）
  - 男子団体総合：金メダル（576.85）
- 笠松茂（東海テレビ）：出場せず
- 岡崎聡子（國學院高）
  - 女子個人総合：30位（74.450）
- 広中ミユキ（京都スイトピア）
  - 女子個人総合：20位（75.300）
- 山崎信恵（東京相互銀行）
  - 女子個人総合：34位（73.945）
- 岡崎聡子・吉川智恵子（日体大）・野沢咲子（峰ヶ岡中）・林田房美（東京相互銀行）・広中ミユキ・真野郷子（日体大）・山崎信恵
  - 女子団体：8位（372.10）

## 自転車
監督：岡本雄作
- 町島洋一（中大）
  - 男子4000m個人追抜競走：14位（4分59秒20）予選敗退
- 長義和（杉野鉄工所）
  - 男子1000mタイム・トライアル：17位（1分09秒664）
  - 男子スクラッチ：6位
- 小笠原嘉（日大）・小笠原義明（日大）・岡堀勉（日大）・町島洋一
  - 男子4000m団体追抜競走：14位（4分37秒03）予選敗退

## ウエイトリフティング
監督：八木勇蔵

コーチ：関口脩
- 安藤謙吉（土岐高教）
  - バンタム級：銅メダル（250.0）
- 斎藤隆（山添高教）
  - フェザー級：4位（262.5）
- 細谷治朗（日体大勤務）
  - バンタム級：失格（100.0）
- 小野祐策（ミナト興産）
  - ライト級：失格（125.0）
- 竹内雅朝（埼玉県庁）
  - フライ級：4位（232.5）
- 島屋八生（日体大勤務）
  - ライト級：6位（292.5）
- 藤代末男（尼崎市教委）
  - ライトヘビー級：8位（315.0）
- 平井一正（亀山高教）
  - フェザー級：銅メダル（275.0）
- 堀越武（昭和アルミ）
  - フライ級：失格

## フェンシング
監督：田淵和彦
- 佐藤範幸（中大）
  - 男子フルーレ個人：予選敗退
- 神宮敏男（佐田建設）
  - 男子フルーレ個人：予選敗退
- 川津正徳（丸和海産物）
  - 男子フルーレ個人：予選敗退
- 亀井秀明（凸版印刷）・川津正徳・佐藤範幸・神宮敏男
  - 男子フルーレ団体：予選敗退
- 岡秀子（成徳学園）
  - 女子フルーレ個人：予選敗退
- 吉川真理子（東京フェンシングスクール）
  - 女子フルーレ個人：予選敗退
- 加治原由香里（和歌山県教委）
  - 女子フルーレ個人：予選敗退
- 岡秀子・加治原由香里・鎌田弘子（セントラルスポーツクラブ）・吉川真理子
  - 女子フルーレ団体：予選敗退

## ボクシング
監督：小林正三

コーチ：斎藤義信
- 関義文（中大）
  - ウエルター級：3回戦敗退
- 古賀俊憲（佐賀県庁）
  - フライ級：3回戦敗退
- 小田桐幸雄（拓大）
  - フェザー級：3回戦敗退
- 瀬川幸雄（自衛隊）
  - ライト級：2回戦敗退
- 石垣仁（専大）
  - バンタム級：3回戦敗退
- 内山昇（中大）
  - ライトフライ級：1回戦敗退

## レスリング
- 役員：磯貝頼秀（選手兼任）
- 役員：松永清志（選手兼任）

- 伊達治一郎（国士舘大）
  - フリースタイル74kg級：金メダル
- 磯貝頼秀（ゼネラル石油）
  - フリースタイル100kg以上級：6位
- 工藤章（三信電気）
  - フリースタイル48kg級：銅メダル
- 荒井政雄（山口県斉藤道場）
  - フリースタイル57kg級：銅メダル
- 高田裕司（日体大勤務）
  - フリースタイル52kg級：金メダル
- 菅原弥三郎（国士舘大）
  - フリースタイル68kg級：銅メダル
- 清水一夫（大東文化大）
  - フリースタイル100kg級：6位
- 前川健吉（自衛隊）
  - フリースタイル62kg級：7位（4回戦敗退）
- 谷津嘉章（日大）
  - フリースタイル90kg級：8位（4回戦敗退）
- 茂木優（秋田商高教）
  - フリースタイル82kg級：8位（4回戦敗退）
- 宮原照彦（鹿町工高教）
  - グレコローマン62kg級：4位
- 高西一宏（和歌山県体協）
  - グレコローマン82kg級：6位
- 佐藤貞雄（徳山大勤務）
  - グレコローマン90kg級：3回戦敗退
- 秋山安成（自衛隊）
  - グレコローマン100kg級：2回戦敗退
- 小林武（自衛隊）
  - グレコローマン68kg級：3回戦失格
- 松永清志（日体大）
  - グレコローマン100kg以上級：3回戦棄権
- 森脇由晃（日体大）
  - グレコローマン48kg級：4位
- 菅芳松（自衛隊）
  - グレコローマン57kg級：4位
- 長友寧雄（警視庁）
  - グレコローマン74kg級：3回戦敗退
- 平山紘一郎（自衛隊）
  - グレコローマン52kg級：銅メダル

## 柔道
- 監督：醍醐敏郎
- コーチ：岡野功

- 南喜陽（新日鉄）
  - 軽量級：2回戦敗退
- 蔵本孝二（神奈川県警）
  - 軽中量級：銀メダル
- 園田勇（福岡県警）
  - 中量級：金メダル
- 二宮和弘（福岡県警）
  - 軽重量級：金メダル
- 遠藤純男（警視庁）
  - 重量級：銅メダル
- 上村春樹（旭化成）
  - 男子無差別級：金メダル

## ハンドボール
- 男子監督：竹野奉昭
- 男子コーチ：東嘉伸

女子監督：井薫
- 蒲生晴明（中大）・菊池悟（東京12チャンネル）・木野実（湧永薬品）・佐々木健一（三景）・佐藤要二（本田技研）・柴田正章（本田技研）・中井武三（大同製鋼）・花輪博（大同製鋼）・藤中憲二（大同製鋼）・穂積豊彦（湧永薬品）・本田洋（堺工高教）・松原光三（大同製鋼）
  - 男子：9位
- 加藤美起子（日本ビクター）・河田栄子（ジャスコ）・紀野奈々美（立石電機）・久保徳子（ジャスコ）・蔵田照美（立石電機）・古佐原ひろ子（東京重機）・小森久里子（ブラザー工業）・島田夏枝（立石電機）・穂積美保子（日本ビクター）・松下仁美（ジャスコ）・山下恵美子（立石電機）・和田祥子（立石電機）
  - 女子：5位

## バスケットボール
- 男子監督：吉田正彦
- 女子監督：尾崎正敏
- 女子コーチ：石川武

- 阿部成章（日本鉱業）・北原憲彦（明大）・桑田健秀（日本鋼管）・斎藤文夫（中大）・清水茂人（日本鋼管）・千種信雄（住友金属）・沼田宏文（松下電器）・浜口秀樹（拓大）・藤本裕（日本鋼管）・森哲（住友金属）・山本浩二（日本鋼管）・結城昭二（住友金属）
  - 男子：11位
- 青沼令子（ユニチカ）・大塚宮子（日立）・門屋加壽子（ユニチカ）・佐竹美佐子（第一勧銀）・生井けい子（日体大勤務）・橋本きみ子（第一勧銀）・林田和代（日立）・福井美恵子（ユニチカ）・松岡美保（ユニチカ）・宮本輝子（ユニチカ）・山本幸代（ユニチカ）・脇田代喜美（ユニチカ）
  - 女子：5位

## バレーボール
- 総監督：坂上光男
- 男子監督：小山勉
- 女子監督：山田重雄

- 大古誠司（サントリー）・小田勝美（新日鉄）・佐藤哲夫（富士フイルム）・嶋岡健治（日本鋼管）・田中幹保（新日鉄）・西本哲雄（専売公社）・猫田勝敏（専売公社）・深尾吉英（東レ）・丸山孝（日本鋼管）・保田靖則（富士フイルム）・柳本晶一（新日鉄）・横田忠義（松下電器）
  - 男子：4位
- 荒木田裕子（日立）・飯田高子（ヤシカ）・岡本真理子（日立）・加藤きよみ（日立）・金坂克子（日立）・白井貴子（日立）・高柳昌子（日立）・前田悦智子（三洋電機）・松田紀子（日立）・矢野広美（日立）・横山樹理（ユニチカ）・吉田真理子（日立）
  - 女子：金メダル

## アーチェリー
- 監督：高柳憲昭
- コーチ：飯塚十朗

- 西孝収（自営）
  - 男子個人総合：8位（2422点）
- 道永宏（同大）
  - 男子個人総合：銀メダル（2502点）
- 佐藤美奈子（日体大）
  - 女子個人総合：14位（2308点）
- 山崎京子（大体大）
  - 女子個人総合：26位（2094点）

## 射撃
クレー監督：加藤大豊

ライフル監督：吉川貴久

ライフルコーチ：渡辺健
- 加藤一義（東名ゴルフ）
  - クレー射撃スキート：35位（188）
- 麻生太郎（麻生セメント）
  - クレー射撃スキート：41位（187）
- 松岡実和（グレコ）
  - クレー射撃トラップ：16位（178）
- 石下年安（大谷石機商会）
  - クレー射撃トラップ：18位（177）
- 蒲池猛夫（自衛隊）
  - ライフル射撃男子ラピッド・ファイア・ピストル：12位（591）
- 久保皖司（皇宮警察本部）
  - ライフル射撃男子ラピッド・ファイア・ピストル：20位（586）
- 細川幸雄（自衛隊）
  - ライフル射撃男子スモール・ボア・ライフル伏射：31位（588）
- 松尾薫（自衛隊）
  - ライフル射撃男子スモール・ボア・ライフル3姿勢：41位（1119）
  - ライフル射撃男子スモール・ボア・ライフル伏射：68位（580）
- 大畑政修（自衛隊）
  - ライフル射撃男子フリー・ピストル：28位（545）
- 田代繁俊（自衛隊）
  - ライフル射撃男子フリー・ピストル：21位（549）
- 尾崎道治（自衛隊）
  - ライフル射撃男子スモール・ボア・ライフル3姿勢：44位（1115）

## カヌー
監督：白取義輝
- 中西光雄（川口市役所）
  - レーシング男子カナディアン・シングル1000mC1：敗者復活戦敗退（4分40秒96）
- 緒方厚信（マルニ木工）
  - レーシング男子カナディアン・シングル500mC1：敗者復活戦敗退（2分11秒66）
- 緒方厚信・畑満秀（戸田競艇組合）
  - レーシング男子カナディアン・ペア1000mC2：準決勝敗退（4分14秒75）
  - レーシング男子カナディアン・ペア500mC2：敗者復活戦失格

## ボート
監督：荒川鉄太郎
- 礒富昭（日大）・金康健司（早大）・北浦俊治（山一証券）・榊田真庸（東京経済大）・戸田幸雄（東京都立大）・鳥羽博司（早大大学院）・俣木志朗（東京医歯大）・宮川滋（大丸）・村山隆志（ガデリウス）・山本真伸（ソニー）・柿下秋男（東教大、かじ）
  - エイト：11位（6分33秒33）

## セーリング
- 監督：広沢孝治（選手兼任）

- 広沢孝治（本田技研鈴鹿）
  - フィン級：21位（133.00）
- 花岡一夫（ロッテ物産）・堀内巧（臼井国際産業）
  - フライングダッチマン級：18位（132.00）
- 小松一憲（ヤマハ発動機）・黒田光茂（ヤマハ発動機）
  - 470級：10位（95.70）

## 近代五種
- 監督：関滋雄
- コーチ：可児正樹

- 久保晃（自衛隊）
  - 個人：37位（4700）
- 川添博幸（自衛隊）
  - 個人：40位（4591）
- 内田正二（警視庁）
  - 個人：31位（4850）
- 内田正二・川添博幸・久保晃
  - 団体：12位（14234）

## 馬術
監督：佐野種茂

コーチ：杉谷昌保（選手兼任）
- 衛藤賢二（日本馬術連盟、馬名：インターニホン）
  - 総合馬術個人：失権
- 小畑隆一（甲南大、馬名：マンハッタン）
  - 障害飛越個人：42位
- 植田元（馬名：ポンティフ）
  - 総合馬術個人：失権
- 石黒建吉（キープ協会、馬名：アソーデスカ）
  - 総合馬術個人：失権
- 竹田恆和（不二サッシ、馬名：フィンク）
  - 障害飛越個人：39位
- 東良弘一（洛北宝ヶ池観光農園、馬名：セカンドメイト）
  - 障害飛越個人：30位
- 石黒建吉・植田元（北辰工業、馬名：ポンティフ）・衛藤賢二（馬名：インターニホン）
  - 総合馬術団体：失権
- 小畑隆一・杉谷昌保（自営、馬名：メリーメリー）・竹田恆和（馬名：フィンク）・東良弘一（馬名：セカンドメイト）
  - 障害飛越団体：13位

## 本部
- 団長：河野謙三
- 副団長：藤田明
- 総務主事：安斎実
- 団長秘書兼広報：廣堅太郎
- 競技：笹原正三
- 庶務会計：臼木信雄
- 渉外：佐野雅之
- アタッシェ：大島愛高

## JOC派遣強化員
- 水泳：飯田俊太郎
- サッカー：藤田一郎
- ホッケー：木原征治
- ホッケー：小倉文雄